# Liste der Kulturgüter in Grabs
Die Liste der Kulturgüter in Grabs enthält alle Objekte in der Gemeinde Grabs im Kanton St. Gallen, die gemäss der Haager Konvention zum Schutz von Kulturgut bei bewaffneten Konflikten, dem Bundesgesetz vom 20. Juni 2014 über den Schutz der Kulturgüter bei bewaffneten Konflikten sowie der Verordnung vom 29. Oktober 2014 über den Schutz der Kulturgüter bei bewaffneten Konflikten unter Schutz stehen.
Objekte der Kategorie A sind vollständig in der Liste enthalten, Objekte der Kategorie B sind im Gemeindegebiet nicht ausgewiesen, Objekte der Kategorie C fehlen zurzeit (Stand: 1. Januar 2023).

## Kulturgüter
| Foto | | Objekt                                                                                         | Kat. | Typ | Standort                                 | Beschreibung |
| ---- | --- | ---------------------------------------------------------------------------------------------- | ---- | --- | ---------------------------------------- | --- |
| ja   | Datei hochladen · Wikidata zu Schloss Werdenberg (Q2244076)                                                                | Schloss Werdenberg KGS-Nr.: 08149                                                              | A    | G   | Werdenberg, Schlossweg 6 753366 / 226145 | |
| BW   | Datei hochladen · Wikidata zu Grabser Mühlbach (Q29523767)                                                                 | Grabser Mühlbach KGS-Nr.: 08151                                                                | A    | G   | Glockenweg 751561 / 227420               | Umfasst Hammerschmiede, Waschküche, Vordermühle, Schafwollverarbeitung, Werkzeugschmiede, Maismühle und Messerschmiede. |
| ja   | Datei hochladen · Wikidata zu Städtchen Werdenberg mit Ortsbefestigung (ohne Schloss) (Q135426996)                         | Städtchen Werdenberg mit Ortsbefestigung (ohne Schloss) KGS-Nr.: 17248                         | A    | G   | Werdenberg, Städtli 1–42 753467 / 226125 | |
| BW   | Datei hochladen · Wikidata zu Grabserberg, mittelalterlich-neuzeitliche Kapelle St. Sebastian und Schadendorf (Q135428371) | Grabserberg, mittelalterlich-neuzeitliche Kapelle St. Sebastian und Schadendorf KGS-Nr.: 00890 | B    | F   | Grabserberg, Chappeli 750080 / 227150    | |
| BW   | Datei hochladen · Wikidata zu Buschgel, mittelalterliche Burgstelle (Q135430513)                                           | Buschgel, mittelalterliche Burgstelle KGS-Nr.: 01120                                           | B    | F   | Obergatter 751780 / 225740               | |
| BW   | Datei hochladen · Wikidata zu Grabs, frühmittelalterlich-mittelalterliche Kirche (Q135431237)                              | Grabs, frühmittelalterlich-mittelalterliche Kirche KGS-Nr.: 01259                              | B    | F   | 752220 / 227520                          | |
| ja   | Datei hochladen · Wikidata zu Schloss Werdenberg Museen (Sammlung) (Q135429957)                                            | Schloss Werdenberg Museen KGS-Nr.: 16681                                                       | B    | S   | Werdenberg, Schlossweg 6 753364 / 226133 | |